# Renault Fluence Z.E.

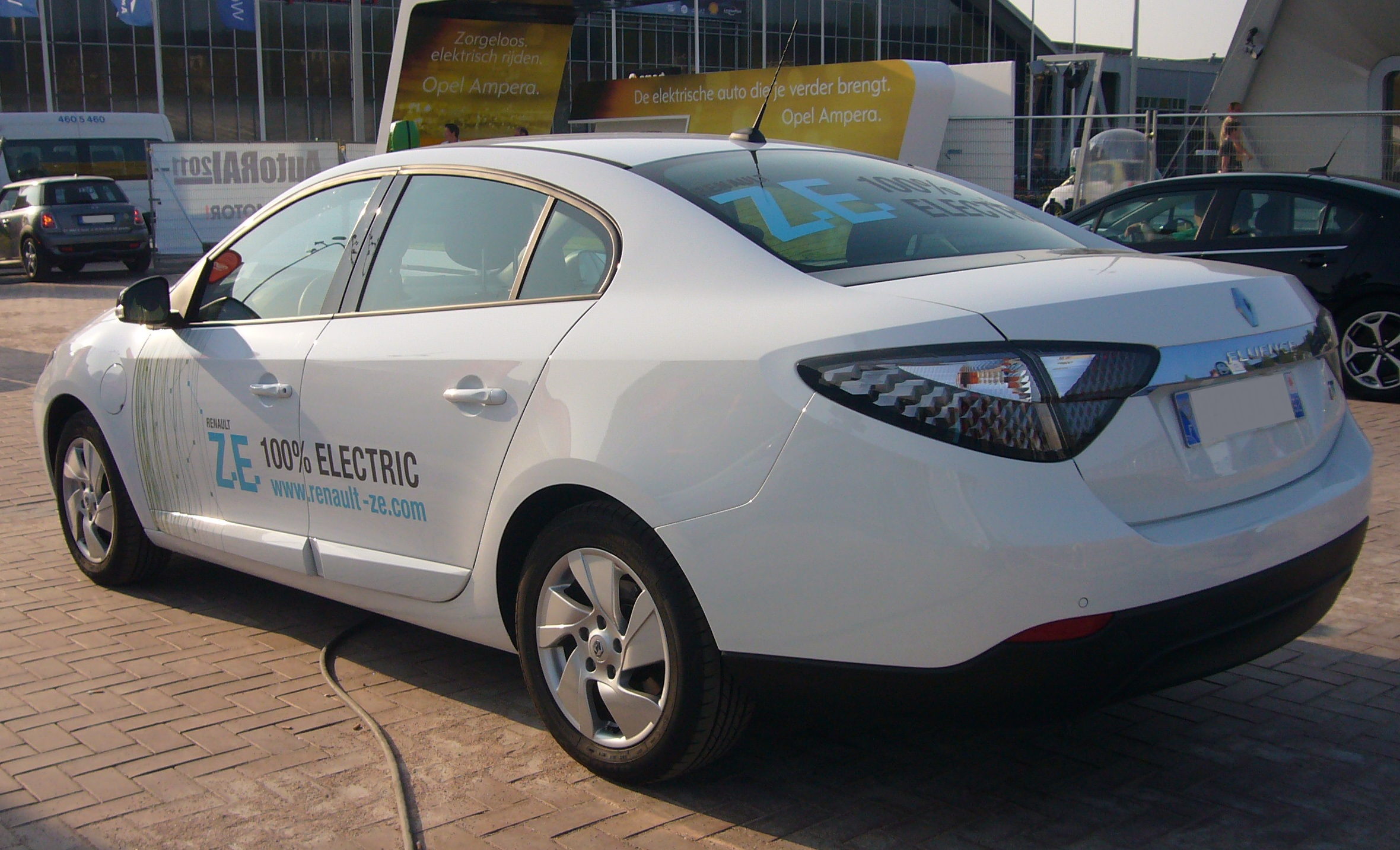
Renault Fluence Z.E. (Ámsterdam 2011)

El Renault Fluence Z.E. fue una versión eléctrica del Renault Fluence. Fue parte del programa de vehículos eléctricos que fue anunciado por Renault en 2009 en el Frankfurt Motor Show. El Fluence Z.E está equipado con una batería de iones de litio de 22 kWh que le permite una autonomía eléctrica de 185 km según el ciclo combinado NEDC.
El Fluence Z.E. (Zero Emission) fue el primer vehículo eléctrico operativo dentro del sistema de reemplazo de baterías rápido de la red Better Place. Las primeras unidades producidas fueron entregadas en enero de 2012 a empleados de Better Place de Israel.
Se produjo hasta fines de 2013/principios de 2014. El motivo más fuerte del porque se paró su producción fue el bajo volumen de ventas, donde por ejemplo en Francia se vendieron durante todo el 2013 solamente 18 unidades.

## Especificaciones

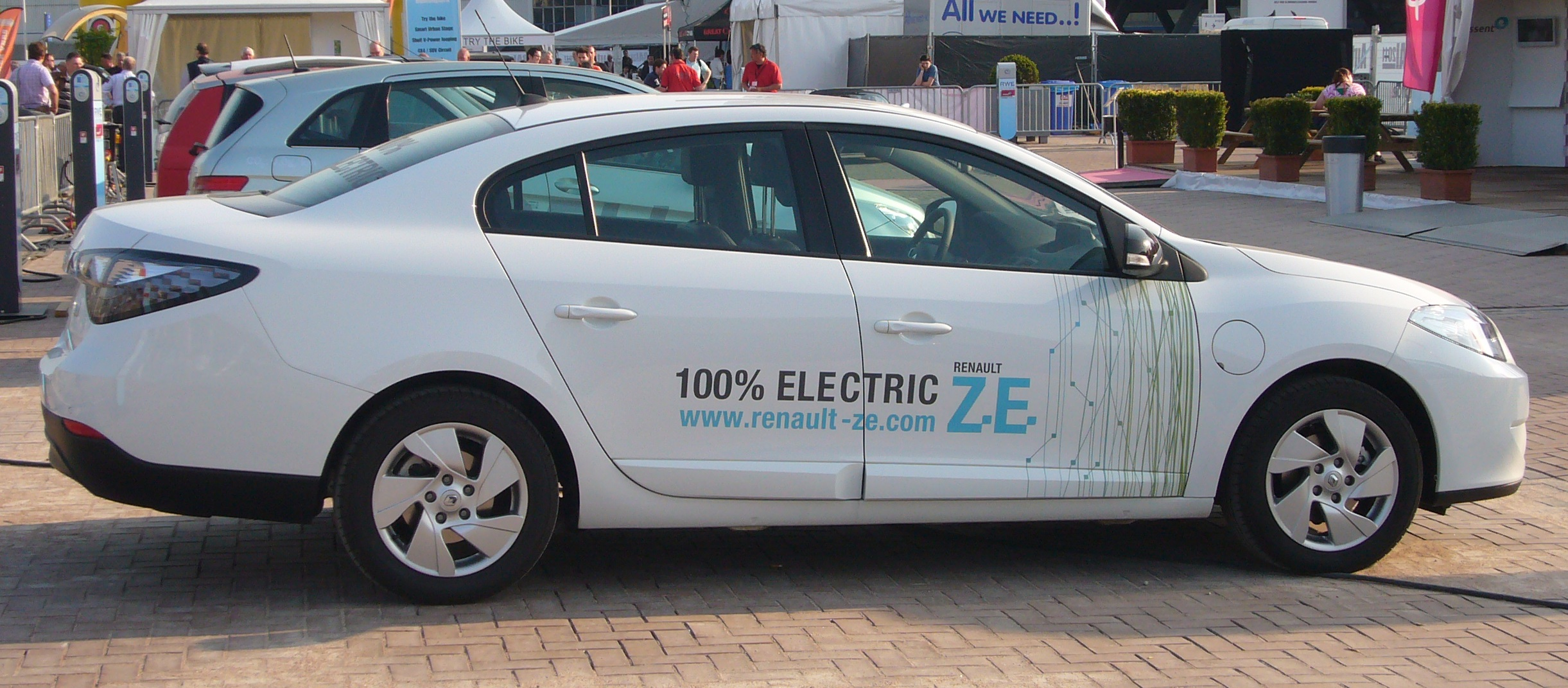
Renault Fluence Z.E. (Ámsterdam 2011)

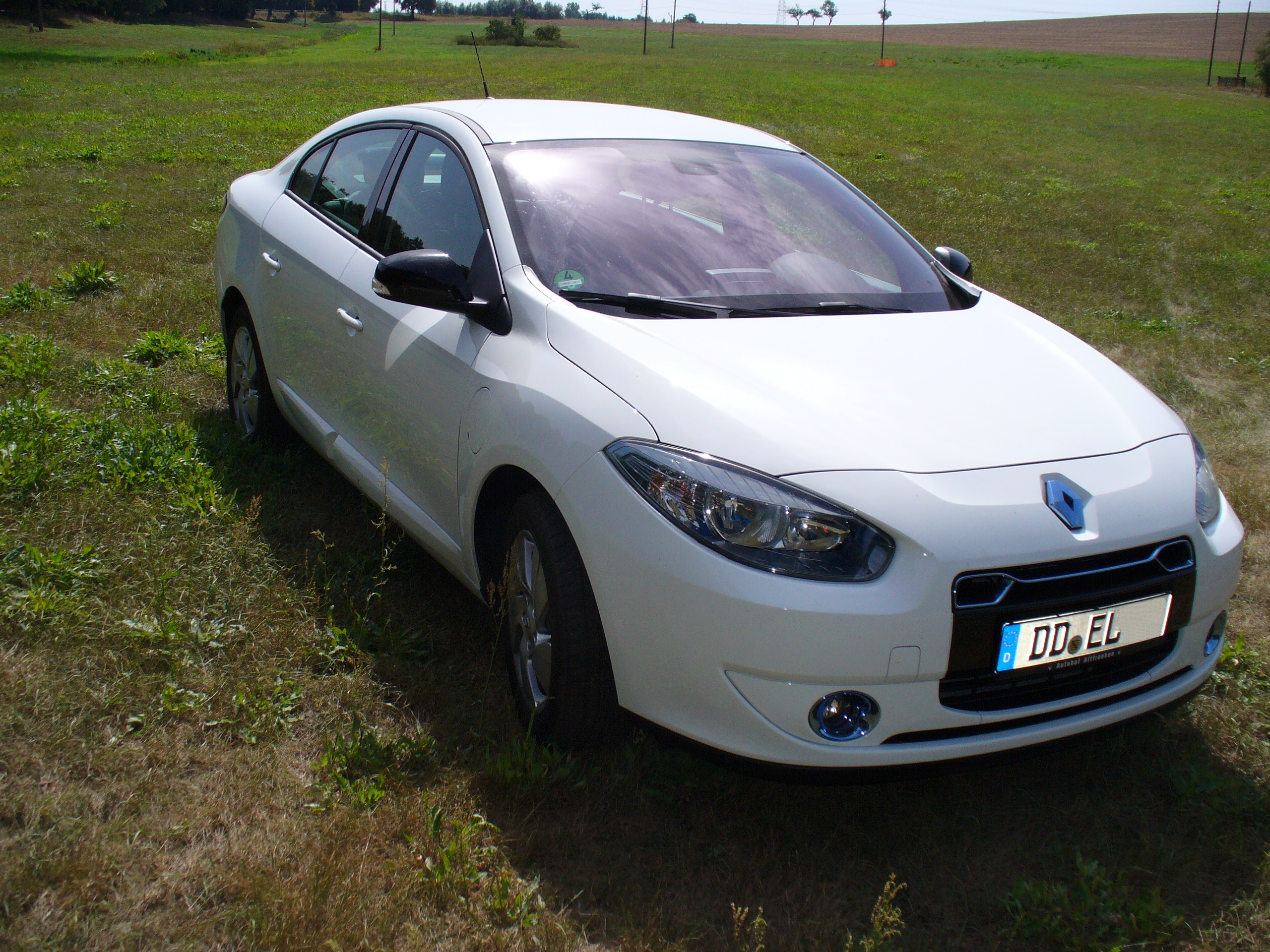
Renault Fluenze Z.E. 2012.

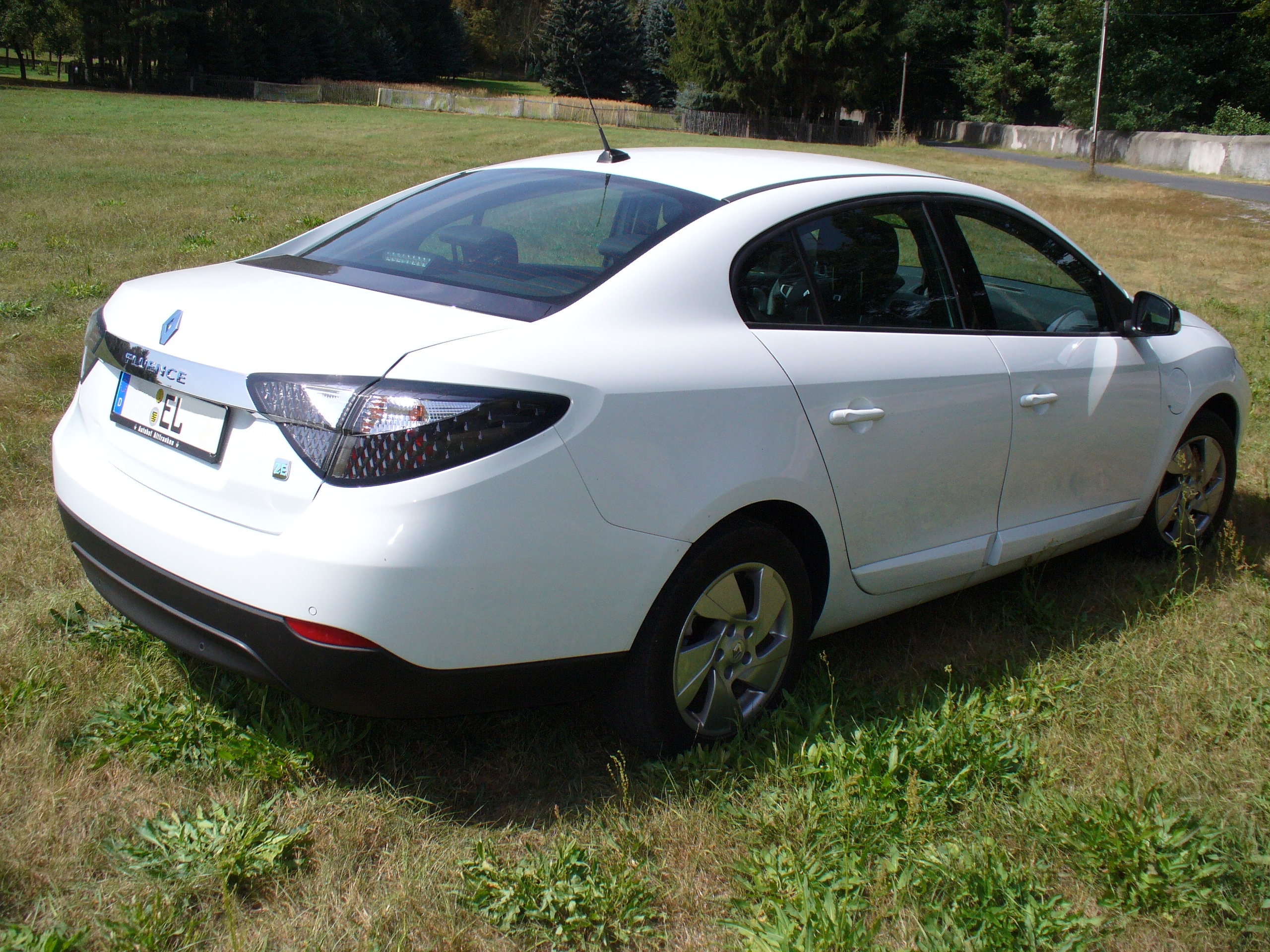
Renault Fluenze Z.E. 2012.

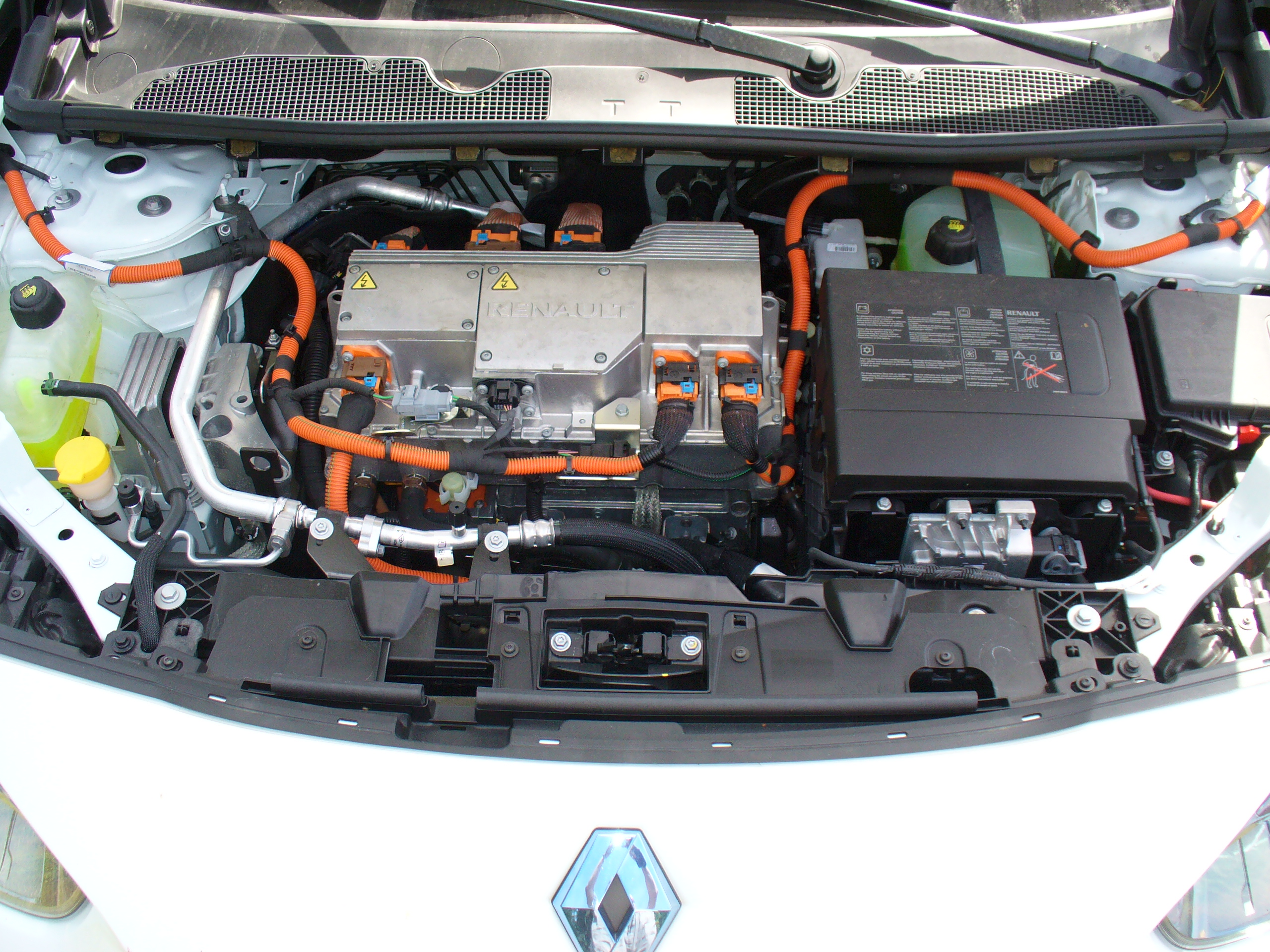
Motor.

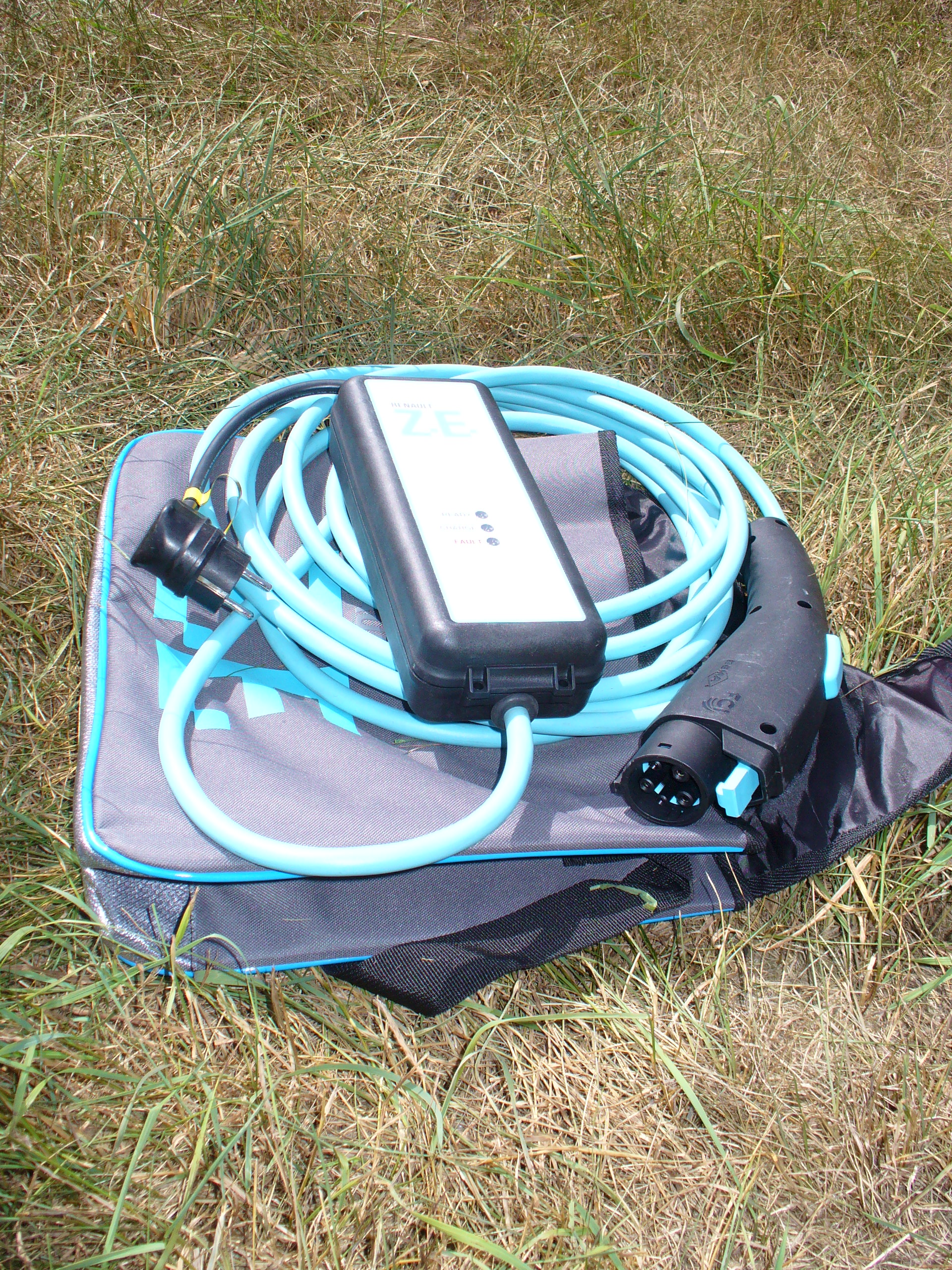
Cargador ocasional Schuko.

La batería de iones de litio tiene una capacidad de 22 kW·h y pesa 280 kg. Ocupa gran parte del maletero por lo que su capacidad queda reducida a 317 litros.
El consumo normalizado es de 140 Wh/km.
El Fluence Z.E. es 13 cm más largo que el Fluence térmico para acomodar la batería tras el asiento trasero.
Hay varias formas de cargar la batería:
- Usando enchufes domésticos de 220V de 10A o 16A en 6–12 horas

- Usando el sistema robotizado "QuickDrop" cambia la batería descargada por una cargada en una red como la de Better Place en unos 3 minutos.[7]

Único EV con dos tomas de carga para mayor comodidad, una junto a la rueda delantera izquierda y otra junto a la rueda delantera derecha. Ambas Tipo 1. Utilizar alternativamente una u otra, nunca a la vez.
El Fluence Z.E. usa un motor eléctrico síncrono que pesa 160 kg. La potencia máxima es de 70 kW (95 CV) a 11 000 rpm. El par máximo es de 226 Nm.
Tiene una velocidad máxima de 135 km/h y acelera de 0 a 100 km/h en 13.4 segundos.
Recorre los 1 000 metros desde parado en 35 segundos.
El motor eléctrico está unido a un reductor de velocidad que sustituye a la caja de cambios que utilizan los motores de combustión interna. El reductor de velocidad tiene una sola relación de reducción fija. La aceleración en línea recta es suave, el motor nunca se cala y no hay embrague.
La potencia eléctrica se transmite al motor controlada por una unidad de sistemas de potencia electrónica que contiene un inversor. El inversor transforma los 400V DC en trifásica AC que da corriente al rotor y al estátor del motor. Regula la potencia y el par del motor eléctrico.
El transformador, situado en el mismo sitio que el inversor, convierte los 400V DC almacenados en la unidad de la batería en 12V DC para proporcionar energía a las demás funciones auxiliares, como las luces interiores y exteriores, la radio, los elevalunas eléctricos y el navegador.
La unidad de distribución distribuye la corriente eléctrica a los componentes del motor, la batería, el aire acondicionado y el sistema de calefacción. Además, esta unidad contiene el cargador que transforma los 220V AC en 400V DC para cargar la batería.
La posición de la palanca de velocidades tiene 4 posiciones:
P: aparcamiento
R: marcha atrás
N: punto muerto
D: marcha adelante.
Dispone de una batería de 12V comparable a la de un vehículo de motor térmico. Proporciona la energía necesaria para el funcionamiento de los equipos del vehículo (luces, limpiaparabrisas, sistema de audio, etc.).
El indicador de umbral de reserva indica que la batería está aproximadamente al 12 % de su carga. El chivato de inmovilización inminente indica que la batería ha llegado a menos del 6 % de su carga. Se escucha una señal sonora cada 20 segundos y parpadea el testigo. Aparece el mensaje «Rendimiento limitado» en el cuadro de instrumentos. El rendimiento del motor disminuye progresivamente hasta que se para el vehículo.

### Seguridad
| Total                    | 4 estrellas |
| Test                     | Porcentaje  |
| ------------------------ | ----------- |
| Pasajeros adultos        | 72%         |
| Pasajeros niños          | 83%         |
| Peatones                 | 37%         |
| Asistencias de seguridad | 84%         |

## Cambio de baterías QuickDrop
Better Place y Renault anunciaron que el Fluence Z.E. sería el primer vehículo eléctrico con una batería intercambiable en la red de Better Place. Con la tecnología de cambio de baterías (QuickDrop) el conductor cambia una batería descargada por una totalmente cargada en una estación de intercambio. A finales de 2010 en una demostración en Tokio con taxis eléctricos el cambio duraba unos 59 segundos de media.
Para acceder a la estación de cambio de baterías los clientes de Better Place pasan su tarjeta de miembros por el lector. Se verifica la suscripción a través de un centro de operaciones y se activa el procedimiento de cambio de batería. El proceso está totalmente automatizado y es similar a un túnel de autolavado. El conductor no tiene que bajarse del vehículo. En unos minutos un brazo robotizado actúa por los bajos del coche, retira la batería gastada y la reemplaza por una recargada. Entonces el conductor puede seguir su trayecto.

## Mercados
El Renault Fluence Z.E. se venderá en varios países con precios similares a las versiones diésel del Renault Fluence con nivel similar de equipamiento.

### Australia
El Fluence Z.E. se venderá hacia mediados de 2012, una vez iniciada en Canberra la instalación de estaciones de cambio de baterías de Better Place.

### Dinamarca
En junio de 2010 se inauguró en Gladsaxe, cerca de Copenhague la primera estación de intercambio de baterías de Dinamarca. Para marzo de 2012 habrá 20 estaciones a lo largo y ancho de Dinamarca.

### España
A principios de 2012 se puso a la venta desde 26 267€, a los que habría que descontar una subvención del gobierno de 6 000€. El precio de la versión básica con impuestos incluidos se quedaría en 20 267€.
En los 11 primeros meses del 2012 se vendieron un total de 77 unidades.
En 2015, tras la discontinuidad del modelo en Europa, muchos concesionarios Renault han puesto a la venta vehículos Fluence Z.E. de kilómetro 0 a un precio entre 8.000 y 12.000 € con batería en propiedad, es decir, sin tener que pagar ya cuotas de alquiler. Sin embargo en China se está iniciando la fabricación local, con mejoras notables, con destino al servicio del taxi. 

#### Costes
El alquiler de la batería comienza en 82€ mensuales y se va incrementando según el kilometraje anual. El contrato de alquiler mínimo es de 36 meses.
El contrato de alquiler de batería proporciona la seguridad de disponer siempre de una batería en perfecto estado de funcionamiento con una capacidad de carga suficiente, siempre superior al 75% de la capacidad inicial.
Dentro del contrato de alquiler de la batería, se tiene derecho a una asistencia 24 horas, 365 días al año que cubre tanto las averías del vehículo como las del motor o de la batería. La asistencia cubre también las averías de energía por las cuales tenga que ser remolcado hasta una estación de recarga con un límite de 80 km.
También da derecho a la posibilidad de un alquiler de corta duración de un vehículo térmico para desplazamientos largos en unas condiciones preferentes en la red Renault.
Los costes generales de mantenimiento pueden ser inferiores en un 20% a un vehículo con motor térmico.
En muchas ciudades el Renault Fluence Z.E. está exento del pago del impuesto de circulación y el aparcamiento en zona azul es gratuito.

### Francia

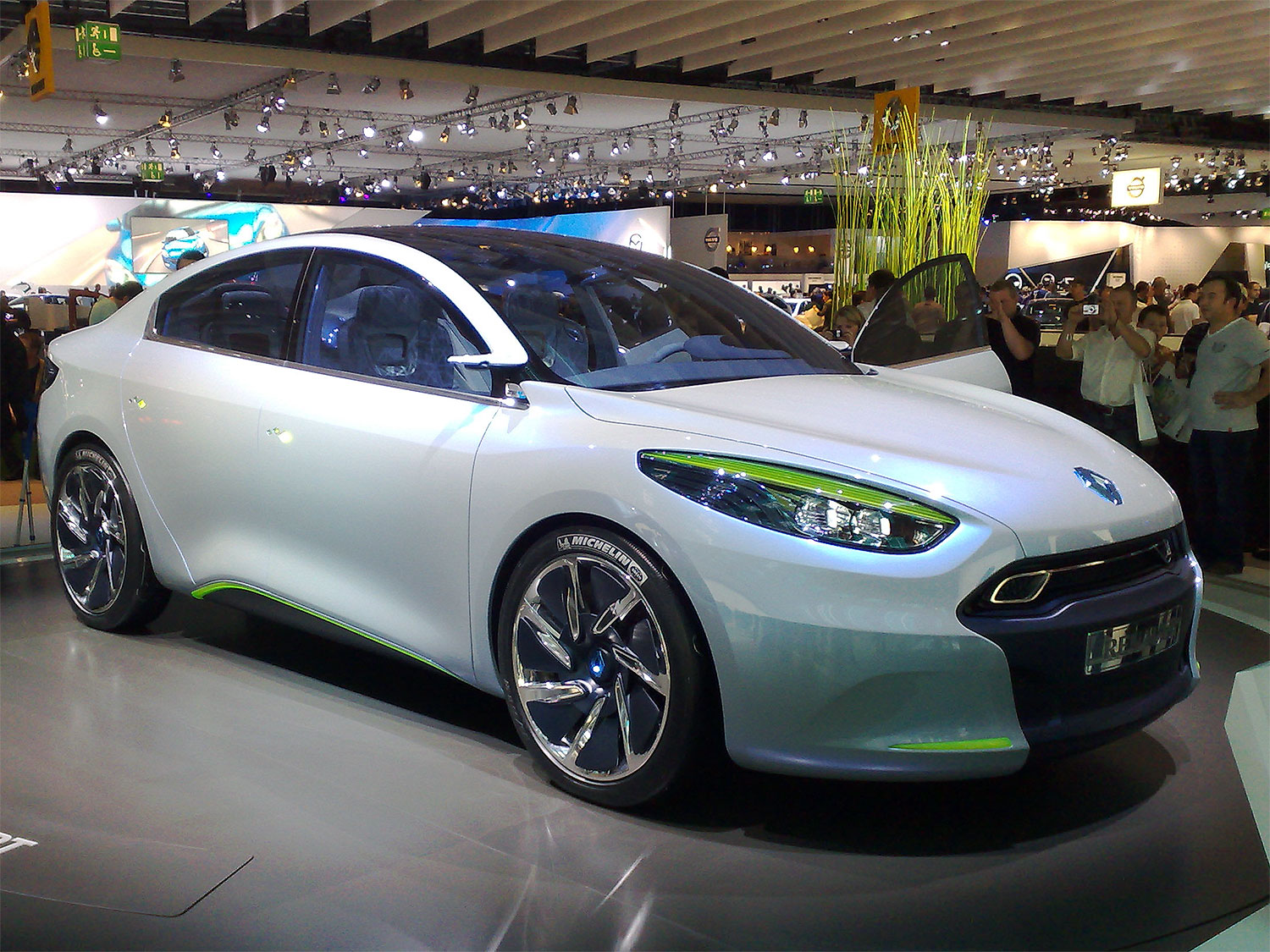
Fluence Z.E. Concept presentado en 2009 Frankfurt Motor Show.

En Francia los precios comienzan en 26 300€ a los que hay que descontar los  5 000€ de subvención del gobierno para la compra de vehículos enchufables durante 2012. La cuota mensual por el servicio de cambio de baterías comenzará desde  €79.

### Israel
Los pedidos del Renault Fluence ZE comenzaron en julio de 2011 desde 24 580€, un precio ligeramente superior a un coche de gasolina de tamaño similar. Better Place oferta 5 paquetes de servicio en Israel. Los planes tienen precios de acuerdo al kilometraje anual y también incluyen la instalación y mantenimiento de una estación de carga doméstica, acceso gratuito a las estaciones de intercambio de baterías de Better Place, sistema de apoyo al conductor, ayudas a la navegación y asistencia en carretera. El paquete más barato tiene una cuota mensual de 218€ hasta 20 000 km al año, y el más caro es de 320€ para menos de 30 000 km al año. Estos precios incluyen el IVA. También hay un plan especial que incluye el Fluence Z.E. y un paquete de 3 años con kilometraje ilimitado (hasta 25 000 km al año) por un total de 31 775€.
Los primeros Fluence Z.E. fueron entregados en enero de 2012 y casi 100 unidades fueron para empleados de Better Place.

### Reino Unido
El Fluence Z.E. se lanzará en otoño de 2012, aunque algunas unidades ya se han entregado a empresas de alquiler de coches de Londres en enero de 2012. El modelo básico se venderá sin baterías por £17 850, incluyendo la subvención del gobierno de £5 000. Las baterías se alquilarán desde £75 por mes.

### Turquía
El Renault Fluence Z.E se lanzará en Turquía al final de 2011. Los primeros usuarios serán funcionarios municipales y de los ministerios. Las ventas a particulares comenzarán en mayo de 2012. Todos los concesionarios de Renault actualizarán su infraestructura para dar soporte eléctrico al vehículo.

## Final de producción
Supuestamente debido al bajo volumen de ventas (donde por ejemplo en Francia, se vendieron durante todo el 2013 solamente 18 unidades) se decidió la suspensión y luego el cese en la producción. Se ensambló hasta fines de 2013/principios de 2014.